# Mary Rose (schip, 1512)

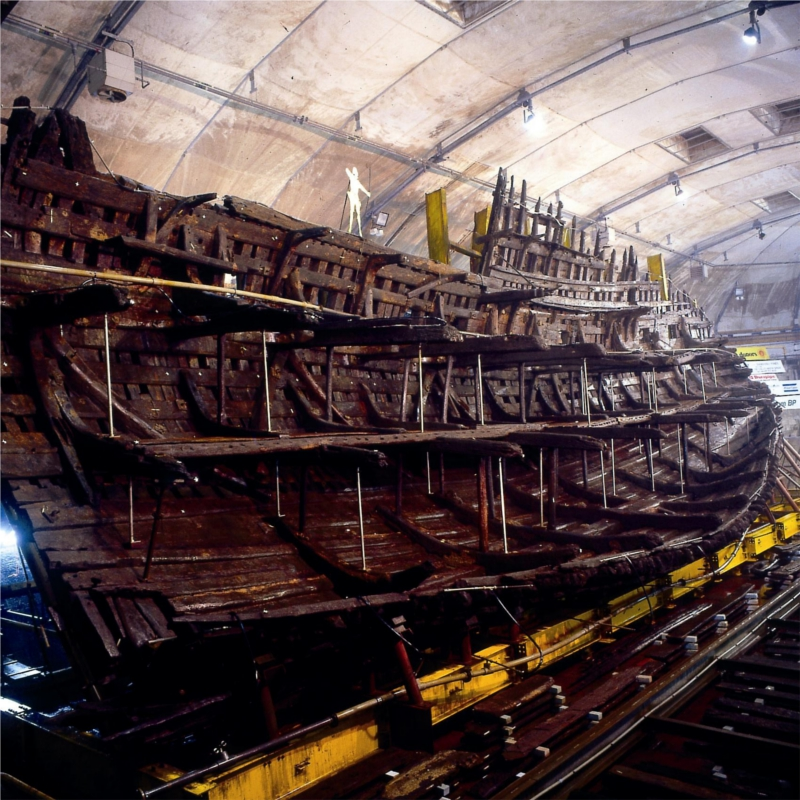
De Mary Rose in 2010

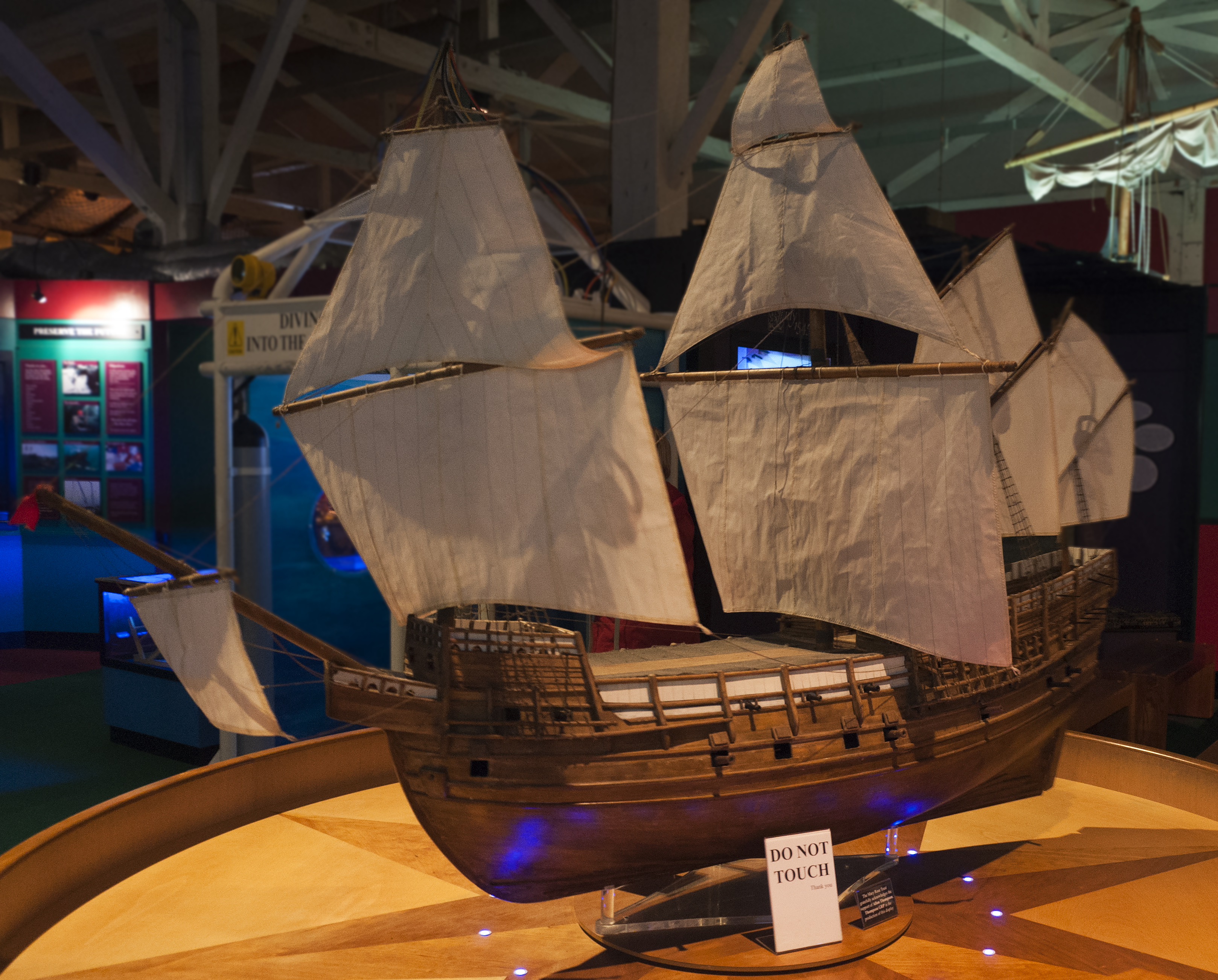
Maquette van de Mary Rose

De Mary Rose was een 16e-eeuws Engels oorlogsschip van het type kraak. Het maakte deel uit van de vloot van Hendrik VIII. De Mary Rose is sinds 2012 opnieuw te zien in het  Mary Rose Museum in de Engelse kuststad Portsmouth. Daarin zijn een aantal artefacten van het schip tentoongesteld.
Het schip diende gedurende 33 jaar in oorlogen tegen Frankrijk, Schotland en het hertogdom Bretagne en na een grondige modernisering in 1536 kwam ze voor het laatst in actie op 19 juli 1545. Een jaar na de verovering van Boulogne door de Engelsen stuurden de Fransen een invasievloot naar Portsmouth. De Mary Rose leidde de aanval op een Franse invasievloot van galeien maar zonk in de Solent. Haar bemanning van meer dan 400 man verdronk op 2 km afstand van de havenmond van Portsmouth. Hendrik VIII, die in het hoofdkwartier van het Engels leger verbleef - het kasteel van Southsea - hoorde het hulpgeroep van de slachtoffers.
Haar wrak werd in 1971 herontdekt en kwam op 11 oktober 1982 opnieuw aan de oppervlakte. Het wrak, een derde van het oorspronkelijke schip, en de gerecupereerde artefacten (18.000 stuks) zijn een tijdscapsule van de Tudortijd.
Het schip was een van de eerste zeilschepen, gebouwd om oorlog op zee te voeren. Ze was bewapend met een nieuw type van zware kanonnen dat door geschutpoorten afgevuurd kon worden, een innovatie voor die tijd. De Mary Rose was ook een van de eerste schepen die een breedzijsalvo kon afvuren, nog vóór een tactiek zoals kiellinieformatie bestond. Verscheidene theorieën zijn geopperd om de ondergang van de Mary Rose te verklaren, gebaseerd op historische bronnen, kennis van de 16e-eeuwse scheepsbouw en hedendaagse experimenten. Nog steeds is de precieze oorzaak onbekend door tegenstrijdige getuigenverklaringen en gebrek aan doorslaggevend fysiek bewijs.

## Historische context
Op het einde van de 15e eeuw was Engeland een relatief onbelangrijke staat aan de rand van Europa. De grote overwinningen tegen Frankrijk tijdens de Honderdjarige Oorlog lagen in een ver verleden. Enkel de kleine enclave van Calais in Noord-Frankrijk was het enige restant van de uitgestrekte continentale gebieden die Engelse koningen ooit bezaten. De Rozenoorlogen tussen het huis York en het huis Lancaster resulteerden in de installatie van de Tudordynastie in Engeland met Hendrik VII op de troon. De ambitieuze politiek ter zee van Hendrik V werd door zijn opvolgers niet verdergezet en van 1422 tot 1509 werd slechts zes schepen voor het koningshuis gebouwd. De krachten die gebundeld werden door het huwelijk van Anna van Bretagne met de Franse koning Karel VIII in 1491 en zijn opvolger Lodewijk XII verslechterden de strategische positie van Engeland op zijn zuidelijke flank. Toch slaagde Hendrik VII om gedurende langere tijd de vrede te bewaren en hield een kleine maar slagkrachtige oorlogsvloot in stand.
Bij het begin van de Vroegmoderne Tijd waren Frankrijk, het Heilige Roomse Rijk en Spanje de Europese grootmachten. Ze geraakten alle drie betrokken bij de Oorlog van de Liga van Kamerijk in 1508. Oorspronkelijk was de tegenstander de republiek Venetië maar uiteindelijk keerde het conflict zich tegen de Fransen. Omwille van de Spaanse bezittingen in de Lage Landen onderhield Engeland nauwe economische banden met de Nederlanden en het was de ambitie van de jonge Hendrik VIII om de wapenfeiten van zijn voorgangers over te doen. In 1509, amper zes weken na zijn huwelijk met de Spaanse prinses Catharina van Aragon sloot de Engelse koning zich aan bij de liga. Hij bevestigde daarmee zijn aanspraak op het koningschap van zowel Frankrijk als Engeland. Tegen 1511 maakte Hendrik deel uit van een verbond tegen Frankrijk met Ferdinand II van Aragon, paus Julius II en keizer Maximiliaan I als bondgenoten.
Hendrik VIII beval de bouw van meer schepen, onder meer de Henry Grace à Dieu. Tegen 1520 bezat Engeland een oorlogsvloot die permanent kon ingezet worden: de Navy Royal, voorloper van de Royal Navy.

## Constructie
De bouw van de Mary Rose begon in 1510 in Portsmouth en ze werd te water gelaten in juli 1511. Men sleepte haar naar Londen om daar tuigage, dekken en bewapening te installeren. Naast alles wat nodig was om te zeilen werd ze voorzien van vlaggen, banieren en wimpels die beschilderd of verguld waren. De bouw van een dergelijk schip was een onderneming die om grote hoeveelheden materiaal van hoge kwaliteit vroeg. Berekeningen die uitgaan van de gerecupereerde delen van het schip wijzen op het gebruik van 600, meestal eiken bomen die een oppervlakte van 16 hectare bos bedekten. In de 16e eeuw waren grote eiken schaars en moest het hout uit gans Zuid-Engeland worden aangevoerd. Een onbewerkte plank voor haar romp woog 300 kg en de balken voor het hoofddek ongeveer 750 kg. Helemaal onderaan in het schip bevond zich de kolsem waar de 40 m lange hoofdmast aan het geraamte van het schip was bevestigd.

## Ontwerp

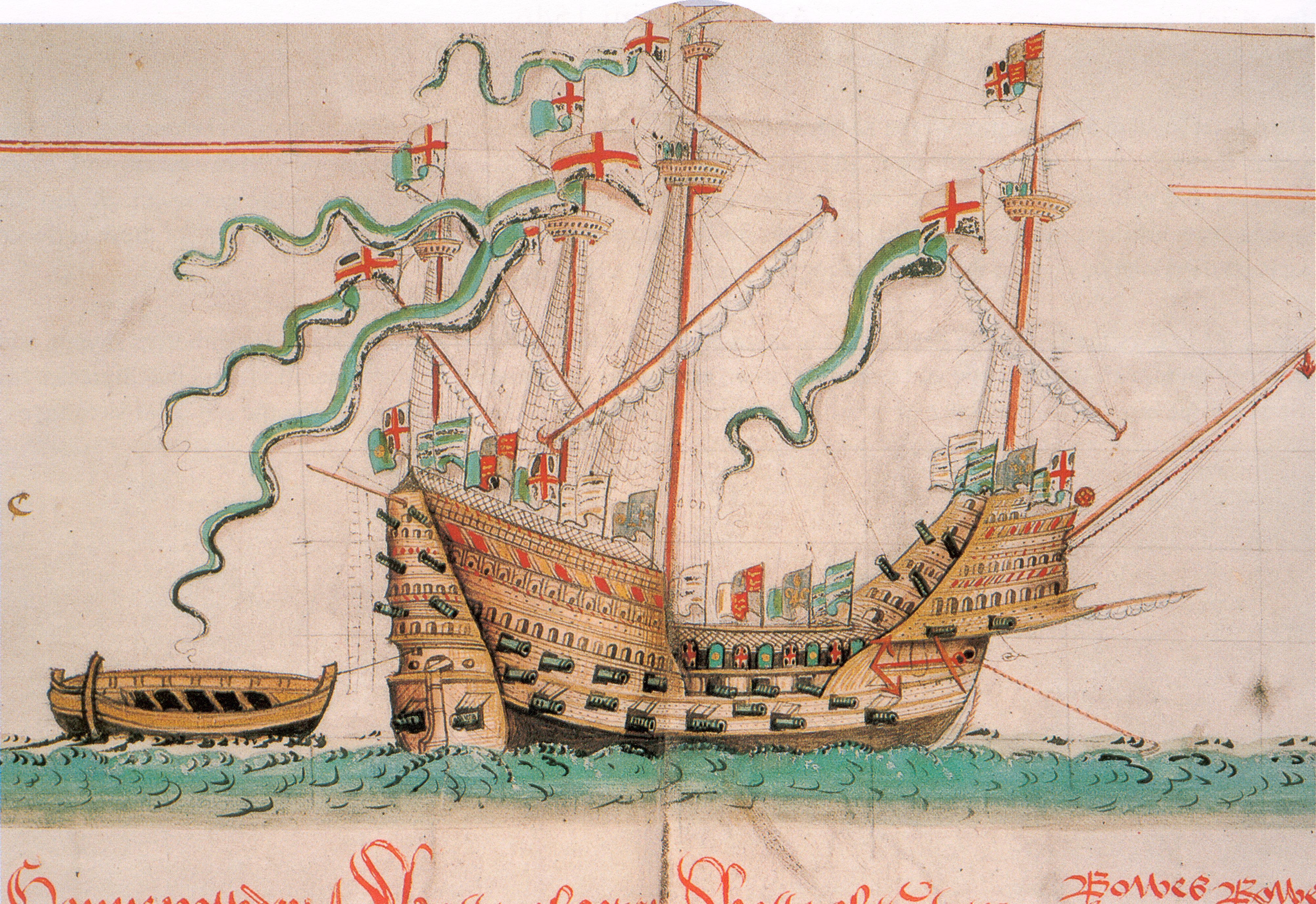
De Mary Rose zoals afgebeeld in de Anthony Roll

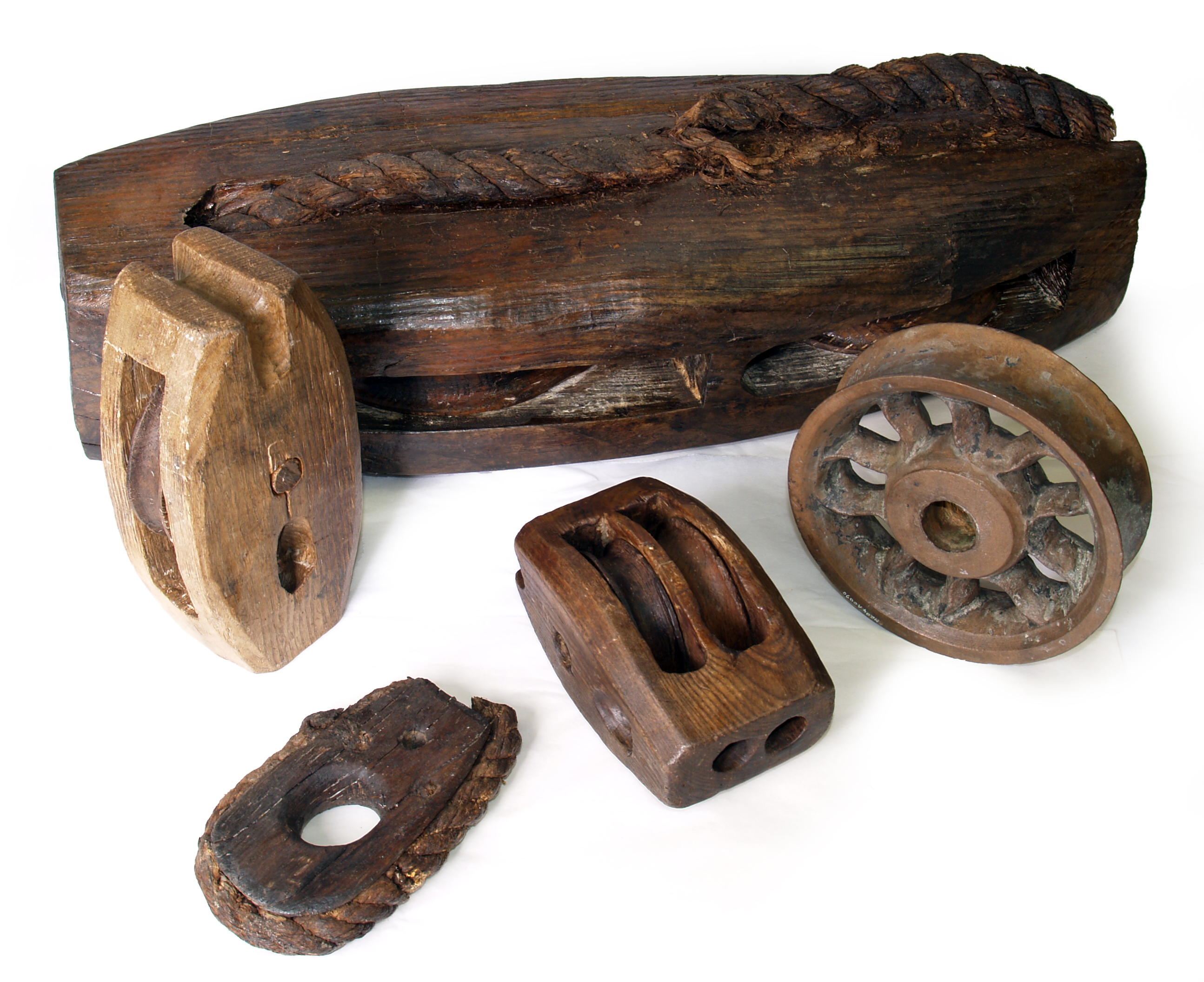
Originele delen van haar tuigage

De Mary Rose werd in 1536 grondig herbouwd. Haar tonnenmaat ging van 500 naar 700 ton omdat men aan de kraakconstructie een compleet dek toevoegde waarop extra kanonnen waren opgesteld om breedzijvuur af te geven. De kenmerken van een kraak zijn hoge kastelen op de boeg en de steven en de romp die naar binnen neigt om het enteren te bemoeilijken en om het gewicht van de kanonnen te compenseren. De afmetingen van het schip zijn moeilijk te bepalen omdat maar een deel van de romp bewaard bleef. De kiel was ongeveer 32 m lang en het schip had boven de waterlijn een maximale breedte van 12 m. Het schip zoals het terug te vinden is in de Anthony Roll (zie afbeelding) is een haast getrouwe weergave behalve voor het aantal kanonnen en geschutpoorten.
Het schip had vier niveaus, gescheiden door drie dekken. De bakstenen kombuis en de voedselvoorraden lagen helemaal onderaan, samen met de ballast om de stabiliteit te verhogen. Het dek boven de kombuis werd gebruikt als opslagruimte voor alles wat een zeilschip nodig had. Het hoofddek gaf onderkomen aan de zwaarste kanonnen, verborgen achter zeven geschutpoorten aan iedere zijde. Ze waren waterdicht als ze gesloten waren. Dit dek was het hoogste dat gebreeuwd was en dus waterdicht. Vooraan en achteraan op dit dek vonden de scheepstimmerman, de stuurman en de barbier-chirurg hun onderkomen en mogelijk ook de hoofd-kanonnier en enkele officieren. Het bovenste dek in de romp of bovendek was blootgesteld aan het weer. Hier stonden een verzameling van allerlei zware en lichte wapens opgesteld. Om zich te beschermen tegen entering was het overspannen met een net uit stevige koorden. Het is mogelijk dat dit net een deel van de bemanning verhinderde om tijdig van boord te geraken toen het schip zonk. De kastelen waren ook voorzien van dekken maar gezien hiervan nauwelijks iets is overgebleven kan hun ontwerp alleen worden afgeleid van historische bronnen. Schepen uit die tijd hadden meestal drie dekken in ieder kasteel. Dit wordt bevestigd door de tekening van de Mary Rose in de Anthony Roll.
In het vroege stadium van de opgraving van het wrak dacht men dat het schip overnaads was beplankt. Als men hieruit geschutpoorten zou zagen, zou dit ten koste gaan van de sterkte van haar structuur. Men neemt aan de grondige herbouwing zorgde voor stuitende (zoals bij een karveel) en niet langer voor elkaar overlappende planken. Later onderzoek wees uit dat de kastelen zeker overnaads waren beplankt.

### Zeilen en tuigage
Alhoewel alleen bevestigingspunten van tuigage onderaan het schip bewaard bleven kon men aan de hand van een inventaris uit 1514 bepalen hoe de Mary Rose voort werd bewogen. Negen, mogelijk tien zeilen hingen aan vier masten en de boegspriet. De fokkemast en de hoofdmast hadden respectievelijk twee en drie zeilen, de derde mast voerde een Latijns zeil en een klein vierkantig zeil terwijl de bezaansmast ten minste een Latijns zeil en mogelijk ook een vierkantig zeil droeg. Aan de boegspriet was het schip voorzien van een klein vierkantig zeil, opgehangen aan een ra.
Tijdgenoten beschreven de zeilcapaciteiten van de Mary Rose als uitstekend. De experten van onze dagen betwijfelen sterk of het schip hoog aan de wind kon zeilen en beschrijven haar gedrag eerder als een natte hooiberg in de wind.

### Bewapening
De Mary Rose toont duidelijk een verandering in de manier waarop ter zee oorlog werd gevoerd. In vroegere tijden bestreden schepen elkaar zoals dat ook te land gebeurde. Het slagveld was vervangen door houten platforms, bevolkt door boogschutters en strijders klaar voor man-tegen-mangevechten zodra het vijandelijk schip kon worden geënterd. De introductie van kanonnen veranderde de tactiek ter zee maar traag. Toen die zover ontwikkeld waren dat ze zware projectielen konden afvuren, moesten ze net boven de waterlijn. worden geïnstalleerd om het schip niet topzwaar te maken. Oorlogsschepen werden pas vanaf 1501 voorzien van geschutpoorten, tien jaar voor de bouw van de Mary Rose. Toen werd kanonvuur voor het eerst in de geschiedenis vanaf de volledige breedte van het schip mogelijk, althans in theorie. Gedurende de hele 16e eeuw en nog een stuk in de 17e focuste zeetactieken zich op het verslaan van de via roeiriemen voortbewogen galeien, bewapend met zware kanonnen in de boeg die enkel voorwaarts konden vuren. De combinatie van het niet efficiënte kruit voor de kanonnen en de moeilijkheden om accuraat vanaf een bewegend platform te schieten zorgde ervoor dat het enteren gedurende lange tijd de enige primaire tactiek was.

### Bronzen en ijzeren kanonnen
Tijdens de bouw van de Mary Rose evolueerde de zware artillerie waardoor haar bewapening een mengeling was van oudere en nieuwe ontwerpen. De zware kanonnen waren zowel oude uit ijzer gesmede exemplaren als uit brons gegoten exemplaren met verschillende afmetingen, bereik en ontwerp. De grote ijzeren kanonnen bestonden uit staven die aan elkaar werden gesmeed en verstevigd met ijzeren hoepels die de staven samenpersten terwijl ze afkoelden. Ze stonden op affuiten zonder wielen of ten hoogste twee. De bronzen kanonnen werden uit één stuk gegoten en lagen op affuiten met vier wielen.
De ijzeren kanonnen konden sneller vuren dan de bronzen omdat ze op een speciale manier werden herladen (zie externe link). De bronzen kanonnen werden op de klassieke manier, via de loop geladen. Alhoewel beide types allerlei soorten projectielen konden afvuren werden bronzen kanonnen meestal geladen met een gegoten ijzeren bal om de romp van een schip te doorboren terwijl de ijzeren kanonnen geladen werden met stenen die bij impact uit elkaar spatten en zo grotere gaten sloegen in zeilen en tuigage. Het merendeel van de bewapening bestond uit kleinere exemplaren die op het bovenste dek en in de kastelen waren ondergebracht.

## Conservatie
De Mary Rose werd in 1982 geborgen onder leiding van de Britse archeoloog Margaret Rule. Na de berging werden de resten besproeid met gekoeld zoet water om verdere afbraak tegen te gaan. De actieve conservatie begon in 1994. Het wrak werd een lange tijd besproeid met een oplossing van water en een oplosbare was, polyethyleenglycol. Deze was dringt in het hout en maakt het mogelijk het wrak later te drogen.
Het schip is bewaard in het gelijknamige museum in Portsmouth.